# Aksys Games
Aksys Games è un'azienda produttrice di videogiochi. Fondata nel 2006 a Torrance, in California, da alcuni ex dipendenti di Atlus, la società è specializzata nella localizzazione in inglese di titoli giapponesi di diversi generi. Produce videogiochi per diverse piattaforme tra cui
PlayStation, Xbox 360 e Nintendo 3DS. Tra i titoli pubblicati figurano Nine Hours, Nine Persons, Nine Doors, Virtue's Last Reward e Death Mark.
L'azienda ha collaborato con la giapponese Arc System Works, per la distribuzione dei titoli della serie Bit.Trip, e con Rising Star Games.